# Gran duo concertant (Chopin)

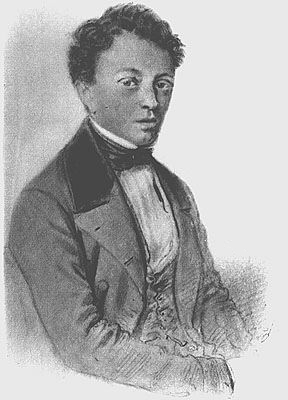
Auguste Franchomme, que va escriure la part de violoncel.

El Gran duo concertant en mi major, B. 70, és una composició per a piano i violoncel, escrita conjuntament per Frédéric Chopin i Auguste Franchomme. Va ser composta el 1832 i publicada en 1833.
Inicialment, els editors de Chopin li havien demanat una obra per a piano basada en l'òpera de Giacomo Meyerbeer, Robert le diable. Havia assistit a una representació i li va agradar, però estava poc disposat a escriure una "fantasia" (com ell mateix va dir en una carta a la seva família) sobre la música d'un altre compositor. No obstant això, el seu amic Franchomme el va convèncer d'escriure conjuntament una peça per a violoncel i piano, amb temes de l'òpera. Chopin va idear l'estructura general de l'obra i va escriure la part de piano, i Franchomme es va encarregar de la part de violoncel. La peça es va publicar amb els dos noms, i va ser revisada favorablement per Robert Schumann. Chopin, més tard, dedicaria la seva Sonata per a violoncel en sol menor a Franchomme, i van seguir sent bons amics fins a la mort de Chopin el 1849.